# ستانلي ر. كريستيانسون
ستانلي ر. كريستيانسون (بالإنجليزية: Stanley R. Christianson)‏ هو عسكري أمريكي، ولد في 24 يناير 1925 في Mindoro, Wisconsin ‏ في الولايات المتحدة، وتوفي في 29 سبتمبر 1950 في سول في كوريا الجنوبية.